# Marcoussis
Marcoussis /maʀkuˈsi/ è un comune francese di 7 992 abitanti situato nel dipartimento dell'Essonne nella regione dell'Île-de-France.

## Società

### Evoluzione demografica
Abitanti censiti